# Zamek swobodny

Schemat działania zamka swobodnego

Przeładowanie pistoletu z zamkiem swobodnym

Zamek swobodny – najprostszy rodzaj zamka stosowanego w automatycznej broni strzeleckiej. Układ z zamkiem swobodnym zapewnia działanie automatyki broni – przede wszystkim przeładowanie broni – dzięki wykorzystaniu energii odrzutu zamka swobodnego. Określany jest także jako układ z natychmiastowym otwarciem zamka.
Zamek swobodny stosowany jest w zdecydowanej większości pistoletów maszynowych oraz części pistoletów samopowtarzalnych strzelających słabszymi nabojami (o energii kinetycznej do 350 J) np. 9 mm Makarowa.
Zapobiega przedwczesnemu wysunięciu się łuski z komory nabojowej podczas strzału dzięki wykorzystaniu bezwładności odpowiednio dużej masy własnej. Zamki swobodne są najczęściej zamkami suwliwymi. W pistoletach zamek jest mocowany na zewnątrz i swoją przednią częścią obejmuje lufę, w pistoletach maszynowych zamek najczęściej porusza się w komorze zamkowej. Szczególną jego formą jest tzw. zamek teleskopowy.
Blok zamka posiada bezwładnościową iglicę (często w pistoletach maszynowych iglica jest wyfrezowaną częścią czoła zamka) i pazur wyrzutnika. Przyleganie zamka do wlotowej części lufy (komory nabojowej) zapewnia sprężyna dociskająca, która jednocześnie, wraz z masą bloku zamka, powoduje opóźnienie otwarcia zamka. Siła docisku sprężyny jest znacznie mniejsza od siły gazów prochowych podczas strzału. Lufa w tym układzie jest nieruchoma.

## Działanie
Pierwszym cyklem jest ręczne odciągnięcie zamka do tyłu. Mechanizm spustowy powoduje zatrzymanie zamka w tej pozycji. Po naciśnięciu spustu zamek zostaje zwolniony i sprężyna powoduje gwałtowne przesunięcie zamka do przodu. W trakcie zamykania dolna część bloku zamka wypycha nabój z magazynka i wciska go do komory nabojowej, a pazur wyrzutnika zaczepia o kryzę łuski naboju. W momencie zatrzymania się bloku iglica pod wpływem bezwładności przesuwa się do przodu i uderza w spłonkę naboju. Następuje detonacja materiału inicjującego, deflagracja ładunku prochowego i strzał. Wskutek działania gazów prochowych na dno łuski naboju i poprzez nią na czoło bloku zamka, następuje odrzut bloku zamka do tyłu. W czasie odrzutu sprężyna za zamkiem zostaje ściśnięta. Blok zamka cofając się wyrzuca (wyciąga) pazurem wyrzutnika zużytą łuskę. Zamek zostaje wyhamowany przez sprężynę powrotną, ewentualnie uderza jeszcze w zderzak. Następnie ściśnięta za blokiem zamka sprężyna powoduje ruch zamka do przodu ponownie rozpoczynając cykl kolejnego strzału lub też zamek zostaje zatrzymany przez mechanizm spustowy w tylnym położeniu w gotowości do kolejnego strzału.
Istniały również konstrukcje zamka swobodnego z iglicą stałą, powodującą zbicie spłonki w momencie zatrzymania naboju w komorze nabojowej. To uproszczenie mogło niekiedy skutkować przedwczesną detonacją spłonki.
Układ z zamkiem swobodnym nie może być stosowany w pistoletach strzelających silniejszą amunicją, gdyż jego masa musiałaby być zbyt duża w stosunku do masy broni, jak również w broni strzelającej nabojami o większej energii od pistoletowych.

## Odrzut zamka swobodnego
Zamek swobodny jest podparty tylko słabą sprężyną powrotną. Lufa w broni z zamkiem swobodnym jest zamocowana nieruchomo, a zamek nie łączy się z nią (nie jest ryglowany). Gazy prochowe podczas strzału wywierają parcie na dno łuski, która naciska na zamek, a który z kolei wykonuje ruch w tył. Przed opuszczeniem przewodu lufy przez pocisk, zamek zostaje cofnięty o 1,5–2,5 mm, uzyskując prędkość rzędu 4–6 m/s. Zamek zostaje przesunięty do tyłu dzięki nabytej energii kinetycznej, chociaż ciśnienie gazów już nie działa. Sprężyna powrotna zostaje ściśnięta i następuje wyciągnięcie oraz wyrzucenie łuski.
Broń z odrzutem zamka swobodnego cechuje: prostota budowy, która zapewnia, że produkt jest tani; łatwość szkolenia oraz dogodność użycia; niemożność stosowania nabojów posiadających dużą moc (np. karabinowych), które wymagałyby zamków mających wielką masę; ujemny wpływ pracy automatyki na celność i skupienie ognia; mała donośność ognia skutecznego; duża szybkostrzelność praktyczna, dzięki której broń zapewnia dużą gęstość ognia na odległość do 150–200 metrów. Wady omawianego układu usiłowano wyeliminować poprzez opracowanie układów z odrzutem zamka półswobodnego. Gniazdo, które znajduje się w komorze zamkowej umożliwia przesuwanie się rolek oraz tłoka zaporowego w tylne położenie. Trzon zamkowy odsuwany jest przez rolki względem tłoka zaporowego, co z kolei powoduje, że trzon zamkowy pociąga za sobą pozostałe części zamka. W tym czasie ciśnienie wytworzone w lufie osiąga odpowiednio niskie wartości. Celem jest zapewnienie bezpieczeństwa oraz niezawodność działania mechanizmów znajdujących się w broni.